# Unleash the Love
“Unleash the Love” è il secondo album in studio del musicista statunitense Mike Love.

## Tracce

### Disco 1
| Numero traccia | Titolo                    | Lunghezza |
| -------------- | ------------------------- | --------- |
| 1.             | “All the Love in Paris”   | 3:25      |
| 2.             | “Getcha Back”             | 3:16      |
| 3.             | "Daybreak Over the Ocean" | 5:37      |
| 4.             | "I Don’t Wanna Know"      | 3:17      |
| 5.             | "Too Cruel"               | 3:02      |
| 6.             | "Crescent Moon"           | 3:10      |
| 7.             | "Cool Head, Warm Heart"   | 3:17      |
| 8.             | "Pisces Brothers"         | 4:17      |
| 9.             | "Unleash The Love"        | 3:46      |
| 10.            | "Ram Raj"                 | 5:34      |
| 11.            | “10,000 Years Ago”        | 4:24      |
| 12.            | "Only One Earth"          | 4:07      |
| 13.            | "Make Love Not War"       | 3:56      |

### Disco 2
| Numero traccia | Titolo                  | Lunghezza |
| -------------- | ----------------------- | --------- |
| 1.             | "California Girls"      | 2:57      |
| 2.             | “Do it Again”           | 2:46      |
| 3.             | "Help Me, Rhonda"       | 2:58      |
| 4.             | "I Get Around"          | 2:17      |
| 5.             | “The Warmth Of The Sun” | 3:08      |
| 6.             | "Brian's Back"          | 3:41      |
| 7.             | "Kiss Me Baby"          | 2:56      |
| 8.             | “Darlin”                | 2:38      |
| 9.             | “Wild Honey”            | 3:21      |
| 10.            | "Wouldn't It Be Nice"   | 2:33      |
| 11.            | "Good Vibrations"       | 3:43      |
| 12.            | "Fun, Fun, Fun"         | 2:24      |

## Ricezione critica
L’album, prima uscita solista del musicista dopo 36 anni, è stato accolto in maniera negativa dalla maggioranza della critica specializzata.

| Recensione | Giudizio |
| ---------- | -------- |
| AllMusic   |          |